# Кемферт, Клаудия
Клаудия Кемферт (нем. Claudia Kemfert; род. 17 декабря 1968, Дельменхорст) — немецкий экономист, специалист по климатической и энергетической политике. Профессор Hertie School of Governance (с 2009) и заведующая отделом Немецкого института экономических исследований (с 2004).
В 2015 году вошла в топ-10 наиболее влиятельных немецкоязычных экономистов рэнкинга «Frankfurter Allgemeine Zeitung».

## Биография
Изучала экономику в Ольденбургском, Билефельдском и Стэнфордском университетах. В 1998 году получила степень доктора философии. Работала в Fondazione Eni Enrico Mattei (Италия), Штутгартском и Ольденбургском университетах.
С 2004 по 2009 год профессор экономики окружающей среды Берлинского университета имени Гумбольдта.
В 2012 году была назначена Норбертом Рёттгеном (ХДС) теневым министром энергетики Северной Рейн-Вестфалии, а в 2013 году Thorsten Schäfer-Gümbel (СПД) — экспертом по энергетике Гессен.
С 2016 года член Германского консультативного совета по окружающей среде (German Advisory Council on the Environment).
С 2011 года член Римского клуба, в руководящий комитет которого входит с 2016 года.
Член жюри German Sustainability Prize и German Environment Prize.
Автор книг «Kampf für Strom» (2013, в том же году переведенной на англ. яз. — «The battle about electricity»), «Das fossile Imperium schlägt zurück» (2017), публиковалась в Nature.
Замужем.
Награды
- Urania-Medaille[нем.] (2011)
- B.A.U.M. Environmental Award for Best Science (2011)
- German-Solar-Award (2016)[5]
- Adam-Smith-Award (2016)[5]